# Þorgrímur Hallórmsson
Þorgrímur goði Hallórmsson (Thorgrimur, n. 940) fue un caudillo vikingo y primer goði conocido de Vatnsdalur en Islandia. Es un personaje de la saga Vatnsdœla, donde aparece como padre de Þorkell Þorgrímsson. Su padre era un vikingo noruego llamado Hallórmur y su madre Þórdís Ingimundardóttir (n. 906), una de las hijas del poderoso Ingimundur Þorsteinsson.